# アルフレッド・メナ
アルフレッド・デヘスス・メナ（Alfredo de Jesus Mena、1993年12月6日 - ）は、ドミニカ共和国モンセニョール・ノウエル州マイモン出身のプロ野球選手（投手）。右投右打。現在は、フリーエージェント (FA)。NPBでは育成選手であった。

## 経歴

### プロ入りとレッズ傘下時代
2013年10月にシンシナティ・レッズと契約。
2014年に傘下ルーキー級ドミニカン・サマーリーグ（DSL）のDSLレッズでプロデビュー。
2016年まではルーキー級でプレー。
2017年もルーキー級ビリングス・マスタングスで開幕を迎えたが、6月にA級デイトン・ドラゴンズに初昇格。しかし8月17日に自由契約となった。

### 広島時代
2019年5月10日に広島東洋カープと育成選手契約を結んだ。背番号は144。この年はウエスタン・リーグ9試合に登板し、2勝3敗、防御率3.45という成績だった。
2020年はウエスタン・リーグ15試合に登板し、3勝2敗、防御率2.96という結果を残したが、オフの11月12日に翌年の契約を結ばないことが発表された。

## プレースタイル・人物
最速158km/hのストレートとキレのあるスライダーを主体に三振を奪う本格派右腕。

## 詳細情報

### 年度別投手成績
- 一軍公式戦出場なし

### 背番号
- 144（2019年 - 2020年）